# Бої за Давидів Брід
Бої за Давидів Брід — українська контрнаступальна операція під час російського вторгнення в Україну у 2022 році. У відповідь на наступ Росії на півдні України, ЗСУ спробували відвоювати частину окупованої Росією Херсонської області. Бої було розпочато 27 травня 2022 року біла села Давидів Брід, яке було звільнено Збройними Силами України 4 жовтня.

## Передумови
24 лютого 2022 року, Росія вторглася на територію України в результаті ескалації російсько-української війни, розпочатої у 2014 році. Активні бойові дії призвели до найбільшої хвилі еміграції на територію Європи з часів Другої Світової війни. Понад 6,5 мільйонів людей покинули країну, а більше ніж третина населення була тимчасово переміщена. У період з 24 лютого по 1 березня, російські окупаційні війська зайняли більшу частину Херсонської області.
2 березня Херсон був захоплений, це було перше велике місто окуповане під час російського вторгнення. У другій половині березня російські війська спробували захопити Миколаївську область, але були вибиті з неї у першій половині квітня. Після цих подій херсонський фронт було стабілізовано.

## Хід бойових дій
Вдень 27 травня 2022 року війська України розпочали контрнаступ на території Херсонської області в районі Давидового Броду. У ніч з 27 на 28 травня Українські формування, на чолі з 5-ю танковою бригадою за підтримки американських гаубиць M777 форсували річку Інгулець, яка знаходиться приблизно за 80 кілометрів від Херсона. Росіяни були вибиті з села та вимушені відступити до трьох сіл які знаходилися за декілька кілометрів від річки Інгулець, за словами Генерального штабу України оборона цих сіл була «несприятлива». На наступний день, інші джерела підтвердили, що українські сили здійснили успішну контратаку змусивши сили російської сторони відступити та перейти до оборони. Скоріше за все, ціллю цієї контратаки була спроба зірвати плани російської сторони по створенню оборонної лінії вздовж південної осі та сповільнити зусилля Росії по консолідації адміністративного устрою на території тимчасово окупованої південної частини України.
За даними супутникових знімків від 31 травня російські війська відійшли від Давидового мосту та зайняли оборонні позиції на околицях села. Точної інформації про місцеперебування українських військ під Андріївкою та Білогіркою не було. У ніч з 31 травня на 1 червня українські джерела повідомили про звільнення села Давидів Брід. Також повідомлялся інформація про те, що 60-та та 63-тя бригади ЗСУ зайняли Давидів Брід, а згодом завдали помилкового удару на південному напрямку, щоб після цього повернути на схід. Згодом був завданий удар в тил лінії фронту між Білою Криницею та Новогригорівкою. Але армії РФ вдалося зупинити атаку України на рубежі сіл Сухий Ставок та Брускинське.
Бої за Давидів Брід тривали усю першу половину червня, але суттєвої переваги не здобула жодна зі сторін. Контрнаступ України на Давидів Брід призвели до підвищення активності українського партизанського руху та підвищення активності Федеральної служби безпеки Росії в Херсонській області. 6 червня російські джерела повідомили, що український контрнаступ було зупинено, а Збройні сили України були відкинуті назад до річки Інгулець. Згодом, ця інформація також була підтверджена Інститутом вивчення війни (ISW), який зазначив, що російським військам вдалося знову захопити контроль над селом.
Також повідомлялося, що у період з 13 червня українські війська все ще вели бої на околицях Давидового Броду. Командування ЗСУ стверджувало, що військам все ж вдавалося поступово відтісняти армію РФ. Артилерійські обстріли продовжували обидві сторони в період з 17 червня по 21 червня. 5 липня ISW повідомила, що українці контролюють певну територію в цьому районі, хоча точні кордони невідомі.
28 серпня ОК «Південь» повідомило про знищення протягом доби російського складу з боєприпасами у Давидовому Броді.
4 жовтня 2022 село було повернуто під контроль України 35-ою окремою бригадою морської піхоти імені контр-адмірала Михайла Остроградського. Водночас голова російської окупаційної адміністрації Херсонської області Володимир Сальдо в етері Соловйова навіть після інформації про звільнення села стверджував, що його все ще «контролюють» війська РФ.
Під час боїв за село було пошкоджено будівлі місцевих жителів. Також виявлено залишену росіянами військову техніку. Надалі продовжувалися чисельні бої в околицях біля Давидового Броду до повної деокупації правобережної частини Херсонської області. Так, заступник голови окупаційної адміністрації Херсонщини Кирило Стремоусов повідомляв повідомляв про участь в боях російської 42-ої мотострілецької дивізії поблизу села.